# Nõmme (Pühalepa)
Nõmme − wieś w Estonii, w prowincji Hiuma, w gminie Pühalepa.